# Wang Yan Cheng
Wang Yan Cheng (chinois : 王衍成 ; pinyin : wáng yǎnchéng, parfois écrit 王衍城, wáng yǎnchéng), né le 9 janvier 1960 dans la province du Guangdong, est un peintre franco-chinois[réf. nécessaire].

## Biographie
Étudiant à l'académie des beaux-arts du Shandong à Yantai (Chine), de 1978 à 1981, Wang Yan Cheng y acquiert une formation académique à l’art occidental. Diplômé en 1985, il y occupe un poste d’assistant dès 1986.
De 1986 à 1989, il est chercheur à l’Académie centrale des beaux-arts de Chine, à Pékin, puis travaille pour le comité des Beaux-Arts. 
Avec l’Association des artistes chinois, il participe à la foire d’art contemporain chinois à Pékin en 1989.
Il arrive en France, dans la région de Saint-Étienne, en 1989. De 1991 à 1993, il suit un cursus d’arts plastiques à l’université de Saint-Étienne et partage sa vie entre la France et la Chine.
Nommé maître de conférences en 1992, il est, depuis 1995, professeur invité de l’académie des beaux-arts du Shandong.
Remarqué en 1996 au Salon d’automne de Paris, il est invité à exposer dans la fondation Prince-Albert II à Monaco où il reçoit le grand prix Prince-Albert. La même année, il est nommé secrétaire général de l’Association des artistes chinois dans le monde (World Chinese Artists).
Dès 1998, ses œuvres entrent dans les collections publiques chinoises (musée des beaux-arts de Shenzhen, musée des beaux-arts de Chine à Pékin, Opéra de Pékin…). En France, après la galerie des Tuiliers de Lyon, la galerie Protée à Paris lui consacre plusieurs expositions personnelles dès 2003.
Wang Yan Cheng devient membre du salon Comparaisons la même année puis vice-président (section Asie) en 2004.
Partageant son temps entre la France et la Chine (Pékin), il continue d’élargir ses liens institutionnels avec la Chine. En 2003, il est professeur invité de l’académie des beaux-arts de Shanghai. Entre 2004 et 2006, il réalise neuf tableaux à l’occasion d’une invitation au Diaoyutai State Guesthouse de Pékin.
En 2007, il réalise une œuvre monumentale de 2,30 × 6,60 mètres (intitulée Musique dans la nature) pour l’Opéra de Pékin, inaugurée le 31 décembre de l'année.
Le musée du Montparnasse expose en 2010 une sélection d’œuvres récentes, ensuite montrées à Pékin. Fin 2011-début 2012, il expose à la galerie Louis Carré (il y exposera à nouveau en 2014). Après différentes expositions en Chine, en Corée et au Japon, c’est à New York, en 2019, qu’il expose à la galerie Acquavella.
Fin 2020, Wang Yan Cheng expose en Italie, à Rome et Florence.

### Notoriété
Successeur de Zao Wou-Ki et de Chu Teh Chun, Wang Yan Cheng est devenu en quelques années un des représentants franco-chinois de l'abstraction lyrique. Au cours des vingt dernières années, il est le premier artiste chinois à avoir reçu trois décorations dans l'ordre des Arts et des Lettres par le gouvernement français.

### Distinctions
- 2015 :  Commandeur de l'ordre des Arts et des Lettres[1] (chevalier en 2006[2] ; officier en 2013).

## Expositions
Depuis 1993, Wang Yan Cheng a été montré dans de nombreuses expositions et foires en France et à l’étranger (Art Basel). Il est présenté notamment par les galeries Les Tulliers, Protée, Louis Carré, Trigano, Lelong, Acquavella, etc. dans de nombreuses villes, telles que Guangzhou, Hong Kong, Tokyo, Singapour, Shanghai, New York, Paris, Lyon, Antibes, Nice, Miami, Pékin, Gand, Abu Dhabi, Maastricht, Bologne, Rome, Florence.

### Expositions récentes
- 2000 :
  - Musée des beaux-arts, Shenzhen
  - Académie des arts, Shenzhen
  - Musée d'art He Xiangning, Shenzhen
- 2001
  - Cloître des Dames Blanches, La Rochelle
- 2003 :
  - Musée de Shanghai
- 2005 :
  - Centre d’art contemporain, Rochefort
- 2006 :
  - Musée d'Art national de Chine, Pékin
  - Centre culturel de Chine à Paris
- 2010 :
  - Pavillon français, exposition universelle de Shanghai
  - Musée du Montparnasse, Paris
  - Musée du Guangdong, Guangzhou
  - Musée d'art He Xiangning, Shenzhen
- 2014 :
  - Galerie Louis Carré[3], Paris
  - Musée national d'histoire, Taipei, Taïwan
- 2015 :
  - Musée des arts asiatiques de Nice
- 2017 :
  - Musée d'Art national de Chine, Pékin
- 2018 :
  - Académie des beaux-arts de Rome
- 2019 :
  - Acquavella Galleries, New York
  - Ueno Royal Museum, Tokyo
- 2020 :
  - Académie du dessin de Florence
  - Galerie nationale d'Art moderne et contemporain, Rome
  - Musée d'art He Xiangning, Shenzhen
- 2021 :
  - Collection Pinault Kering, Paris
- 2022 :
  - Galerie Lelong & Co., Paris

## Collections publiques
- Musée d'Art national de Chine, Pékin
- Opéra de Pékin
- Collection Pinault
- Musée du Montparnasse
- Musée des arts asiatiques de Nice
- Hong Kong New World Group Foundation
- Musée du Guangdong, Guangzhou
- Musée de Shandong
- Musée d'art He Xiangning
- Musée de Shenzhen
- Académie des arts de Shenzhen
- Stephen Wynn Collection Foundation

### Vidéo
- (zh) Documentaire sur Wang Yancheng sur le site de la télévision nationale chinoise CNTV.

#### Sites d'information sur l'art
- (en) Artprice
- (en) Findartinfo
- (en) Œuvres de Wang Yan Cheng sur Artnet